# Gautam Buddha Nagar
Gautam Buddha Nagar är ett distrikt i den indiska delstaten Uttar Pradesh, och hade 1 202 030 invånare år 2001 på en yta av 1 268,6 km². Det gör en befolkningsdensitet på 947,52 inv/km². Den administrativa huvudorten är Noida. De dominerande religionerna i distriktet är hinduism (85,60 %) och islam (13,01 %).

## Administrativ indelning
Distriktet är indelat i tre kommunliknande enheter, tehsils:
- Dadri, Gautam Buddha Nagar, Jewar

## Städer
Distriktets städer är huvudorten Noida samt Bilaspur, Dadri, Dankaur, Jahangirpur, Jewar, Kakod, Rabupura och Salarpur Khadar.